# Solomon Grundy (canción)

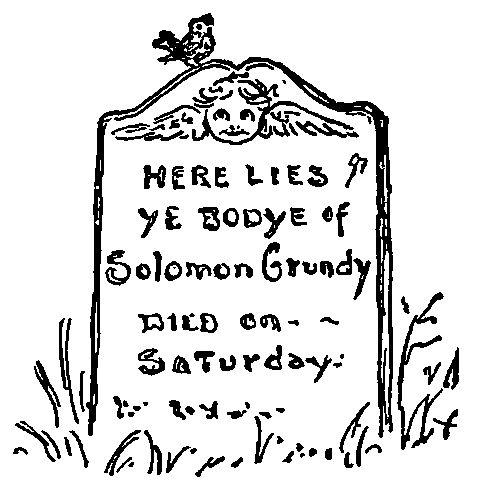
"Aquí yace el cuerpo de Solomon Grundy. Murió el sábado ..." Una ilustración de A Book of Nursery Rhymes de Clara E. Atwood de 1901

Solomon Grundy es una canción infantil británica. Tiene el número 19299 en el índice de canciones populares de Roud (En inglés Roud Folk Song Index).

## Letra y traducción
La rima ha variado muy poco desde que James Orchard Halliwell la recopiló por primera vez y la publicó en el año 1842 con la letra:
|  | Estructura General: Solomon Grundy, En un Lunes nació, Un Martes se bautizó, Un Miércoles se casó, Un Jueves enfermó, Un Viernes empeoró, Un Sábado se murió, Un Domingo se enterró, Ese fue el final, De Solomon Grundy. |

## Variaciones
Las palabras de una versión francesa de la rima fueron adaptadas por el poeta dadaísta Philippe Soupault en el año 1921 y publicadas como un relato de su propia vida:
PHILIPPE SOUPAULT dans son lit / né un lundi / baptisé un mardi / marié un mercredi / malade un jeudi / agonisant un vendredi / mort un samedi / enterré un dimanche / c'est la vie de Philippe Soupault